# Pablo Chiapella
Pablo Chiapella, també conegut com a Chape, (Albacete, 1 de desembre de 1976) és un actor conegut per interpretar Amador Rivas a la sèrie d'èxit La que se avecina. També va actuar a l'última temporada d'Aquí no hay quien viva, interpretant a Moncho. Als seus inicis treballava per a la cadena de televisió Paramount Comedy.
Va nàixer a Aiora (Província de València), encara que va créixer a Albacete. Després d'aconseguir una diplomatura en Magisteri d'Educació Física va decidir dedicar la seva vida al món artístic, el que el va portar a diplomar-se en Art Dramàtic. Va treballar a la cadena Paramount Comedy. Després de treballar en aquesta cadena, va actuar a diferents sèries de televisió, com El Comisario, Lobos o Hospital Central. L'any 2006 va començar a actuar a l'última temporada d'Aquí no hay quien viva, com Moncho, un personatge episòdic. Quan la sèrie va acabar, va fitxar el 2007 per La que se avecina on interpreta a l'Amador Rivas.

## Filmografia

### Televisió
- La hora Chanante (2002-2004)
- Hospital Central (2004)
- Lobos (2005)
- Al filo de la ley (2005)
- Fuera de control (2006)
- El comisario (2006)
- Aquí no hay quien viva (2006)
- La que se avecina (2007-Present)
- Días sin Luz (2009)
- Museo Coconut (2011)
- El club de la comedia
- Muchachada Nui (2007-2010)
- Cómo nos reímos (2013)
- Premios LFP: Temporada (2013)

### Cinema
- La vida mancha (2003)
- Penalty (2006, curtmetratge)
- La gran revelación (2007, curtmetratge)
- Otro verano (2013)
- Cerillas
- Pena
- 7º Izquierda
- Perdona si te llamo amor (2014)
- Viva la vida (2019)
- Llenos de gracia (2022)

### Teatre
- El burlador de Sevilla
- Nuestra cocina
- Alguien voló sobre el nido del cuco
- El último templario de Jerez